# Сергей Прокофьев (фильм)
«Сергей Прокофьев» — фильм-спектакль, посвящённый великому русскому композитору и его жене, испанской певице Лине Любере. Пережив роскошь и нищету, светские приёмы и одиночество, уже находясь в сталинском лагере, она пронесла любовь к Прокофьеву через всю свою долгую жизнь.
В этом музыкальном фильме повествуется о великом русском композиторе Сергее Прокофьеве и его супруге — испанской певице Лине Любере. О роковом для обоих возвращении в Советский Союз, где в один год (1948) запретили музыку Прокофьева и арестовали Пташку (как он называл свою жену-певицу) . О случайном её спасении в страшных условиях сталинских лагерей благодаря опере «Любовь к трём апельсинам». О творческих открытиях Прокофьева и о его конфликтах со Стравинским и Дягилевым. А также о его необычном отношении к религии.
Пережив роскошь и нищету, Лина Любера пронесла любовь к Прокофьеву через всю свою долгую жизнь и никогда не давала комментариев по поводу разведчицы, якобы посланной НКВД, чтобы разрушить брак русского композитора с иностранкой. Исторические события переданы символичным языком театра, что превращает документальные хроники в произведение искусства.
В фильме звучит уникальный голос Елены Образцовой и фортепианные произведения Сергея Прокофьева, эталонно исполненные Ниной Сарапиан, ученицей легендарной Элисо Вирсаладзе.

## В ролях
- Екатерина Волкова
- Сергей Алдонин
- Лиза Арзамасова
- Тимур Орагвелидзе
- Алексей Коряков

Музыканты — Елена Образцова и Нина Сарапиан

## Награды и номинации
- 2019 — Международный Дягилевский фестиваль[1]
- 2018 — Международный московский кинофестиваль (ММКФ)[2][3]